# Рибалка Іван Климентійович
Іва́н Климе́нтійович Риба́лка (22 червня 1919, с. Витівка Полтавський район Полтавська область  — 28 листопада 2001) — доктор історичних наук, професор історії Харківського національного університету імені В. Н. Каразіна. Засновник кафедри історії України ХНУ та її перший завідувач, лауреат Державної премії УРСР, дійсний член та віце-президент Академії історичних наук, професор, доктор історичних наук

## Життєпис
Народився у селі Витівка на Полтавщина в селянській родині. У дитинстві і юності був пастухом, орачем у колгоспі. У 1927 році пішов до сільської початкової школі. Закінчував шкільне навчання в дитячій трудовій колонії імені Горького (с. Куряж, Харківська область), де опинився як безпритульний після смерті матері у 1930 році та розпаду сім'ї. У колонії також працював слюсарем. У 1934 році, по закінченню неповної середньої школи, вступив до Харківського комуністичного газетного технікуму, по закінченні якого у 1937 році почав працювати відповідальним секретарем в одній з районних газет у Полтавській області.
З 1 серпня 1941 року став до лав Радянської армії, спочатку рядовим, а потім сержантом. Брав участь у боях з німецькими окупантами у 1942 році на Білгородському напрямку Південно-Західного фронту та на Дону під Воронежем, був двічі поранений, став інвалідом війни.
З вересня 1943 року поновив навчання на четвертому курсі історичного факультету Об'єднаного Українського держуніверситету в м. Кзил-Орді Казахської РСР, в якому спільно функціонували евакуйовані українські університети — Київський і Харківський. Після повернення університету у 1944 році з евакуації до Харкова продовжив навчання на історичному факультеті Харківського державного університету імені О. М. Горького.
У 1945 році з відзнакою закінчив університет та став асистентом кафедри історії СРСР і УРСР, заступником декана істфаку, вступив до аспірантури. У 1948 році став старшим викладачем, у 1950 році — захистив кандидатську дисертацію та став доцентом кафедри історії СРСР. Паралельно з викладацькою та науковою роботою у 1950-х роках обіймав посаду редактора газети «Соціалістична Харківщина», був депутатом обласної та міської рад, заступником секретаря парткому університету, членом обкому партії, головою місцевкому профспілки.
Був першим завідувачем відновленої на історичному факультеті 1 вересня 1957 року кафедри історії Україн та очолював її до 1989 року.
У жовтні 1963 року захистив докторську дисертацію, з січня 1964 року — професор. У 1972—1974 роках — проректор Харківського державного університету імені О. М. Горького.

## Наукова діяльність
Автор близько 200 наукових праць, в тому числі 20 монографій, підручників, програм, збірників документів (з них — 13 без співавторів). Був автором перших в Україні підручників з історії України для студентів вищих навчальних закладів. У 1978 р. виданий підручник «Історія Української РСР. Дорадянський період» для історичних факультетів вишів. У 1982 році було видано підручник «Історія Української РСР. Радянський період» (у співавторстві з В. М. Довгополом). За ці підручники Рибалці та Довгополу була присуджена Державна премія України в галузі науки і техніки 1985 року. У 1991 році було видано 2-ге, перероблене і доповнене видання підручника «Історія України. Дорадянський період».
Є автором підручника з історії України в трьох частинах, що вийшов після проголошення Незалежності (у 1995 році — перша частина, «Історія України. Від найдавніших часів до кінця XVIII ст.», у 1997 році — друга частина «Історія України. Від початку XIX століття до лютого 1917 р.»; у 2004 році — третя частина, що охоплює 1917—2004 роки (у співавторстві з професором В. В. Калініченком).
Поставив і вирішив низку недостатньо або зовсім не вивчених питань історії громадянської війни в Україні. Один з перших у радянській історіографії висвітлив примусову колективізацію українського села навесні 1919 року, довівши, що політика воєнного комунізму, насадження комун на селі, нещадне викачування хліба продзагонами і призвело до повалення радянської влади в Україні у 1919 році. У статтях останніх десятиліть аналізував соціально-класову структуру населення України після 1917 року, згубний для українського села процес розселянювання, голодомор 1932—1933 років.
Під керівництвом та за участі Рибалки було підготовлено чотири збірники документів документів з історії України (понад 400 друкованих аркушів).
Навколо Рибалки було створено харківську школу істориків України, Під його керівництвом представники цієї школи захистили 10 докторських і понад 30 кандидатських дисертацій. Рибалка очолював спеціалізовану раду по присудженню докторських і кандидатських наукових ступенів при Харківському університеті.
З 1999 року — дійсний член і віце-президент новоствореної Академії історичних наук України.
Помер Іван Климентійович Рибалка 28 листопада 2001 року у Харкові. Похований на Другому міському цвинтарі Харкова.

## Нагороди
- орден Слави III ступеня;
- орден Вітчизняної війни І ступеня;
- Медаль «За перемогу над Німеччиною у Великій Вітчизняній війні 1941—1945 рр.»;
- Заслужений діяч науки і техніки України (1989).

## Творчий доробок
- История Украинской ССР: Эпоха социализма. Учебник для ист. фак. вузов / И. Рыбалка, В. Довгопол. — Киев: Вища школа, 1982. — 639 с.
- История Украинской ССР: Досоветский период: Учебник для студентов ист. фак. вузов. — Киев: Вища школа, 1978. — 591 c.